# シュタイングレーバー&ゼーネ

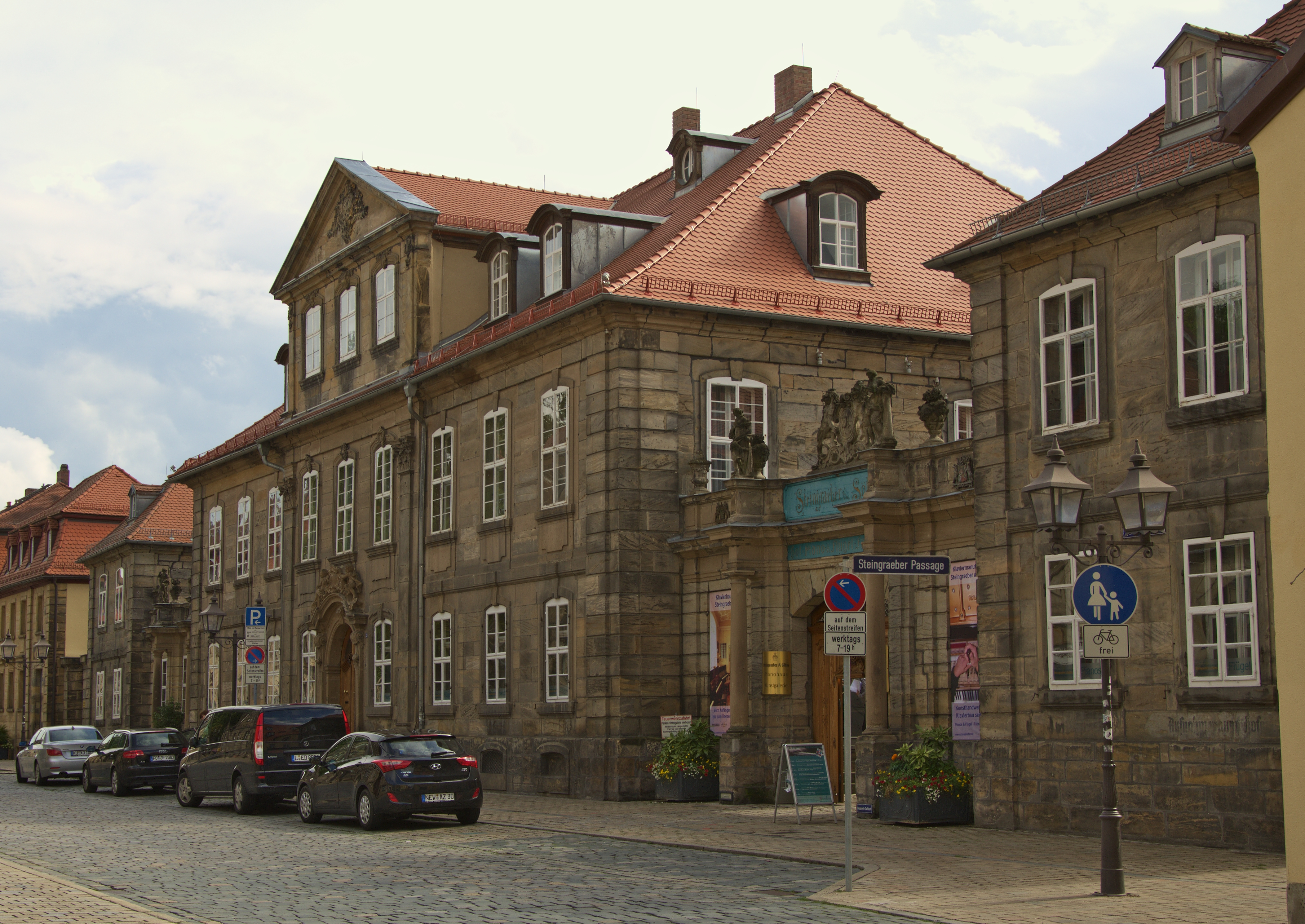
バイロイトにあるシュタイングレーバー&ゼーネの本社: 「シュタイングレーバー-ハウス」。

シュタイングレーバー&ゼーネ（Steingraeber & Söhne、シュタイングレーバーと息子達〔シュタイングレーバー家〕、の意）は、ドイツのアップライトピアノおよびグランドピアノ製造会社である。この同族会社はバイロイトの歴史的なロココ様式の大邸宅シュタイングレーバー・ハウスに本社がある。ウド・シュミット＝シュタイングレーバーが家業を率いるシュタイングレーバー家の6世代目である。

## 歴史
会社の起源はチェンバロを製造していたテューリンゲン州ルドルシュタットの家族にある。一家はノイシュタット・アン・デア・オルラに拠点を置き、楽器製造を再開した。エドゥアルト・シュタイングレーバーは1823年に生まれた。エドゥアルトは初め叔父のゴットリーブ・シュタイングレーバーに弟子入りし、その後、有名なアウクスブルクのピアノ職人アンドレアス・シュタインの娘でウィーンのピアノ職人ナネッテ・シュトライヒャーの工房など様々な場所で働いた。そこに滞在している間に、エドゥアルトはフランツ・リストのコンサートツアーへの同行を許され、リストが彼の演奏で「破壊した」ピアノとグランドピアノの世話をした。1852年、エドゥアルト・シュタイングレーバーはピアノフォルテファブリーク・シュタイングレーバー（シュタイングレーバーピアノ工房）をバイロイトで創業した。シュタイングレーバーは1871年にフリードリヒ通りにあるリーブハルト邸を購入し、本社とした。以後はシュタイングレーバー・ハウスの名を冠している。会社はすぐにバイエルン王国で最大のピアノ工場となった。シュタイングレーバーはワーグナー家やバイロイト音楽祭（始まった1876年以降）にもピアノを供給してきた。1881年、リヒャルト・ワーグナーは自身の歌劇パルジファルの寺院の場面で使われるパルジファル・ベルとして知られる楽器を発注した。大量生産期の間は、シュタイングレーバーの（20人のピアノ職人を含む）30人を超える従業員は今でも大部分手作りされている高品質ピアノの製造を専門にしていた。ケースは頑丈な木で作られ、パーティクルボードが使用されたことはない。シュタイングレーバー&ゼーネはポリエステルや合成樹脂ワニスではなくシェラックや蝋でケースの表面を処理している。会社は車椅子使用者のピアノ演奏を単純化するため、とりわけ足を使わない実用的なペダルの操作方法を提供するためのの技術的解決策を模索している。シュタイングレーバーは現在のところ年間40台のアップライトピアノと17台のグランドピアノを生産している。しかし、会社が創業されてからは、シュタイングレーバー&ゼーネは4万台を超えるグランドピアノとアップライトピアノを製造している。

## 開発と革新

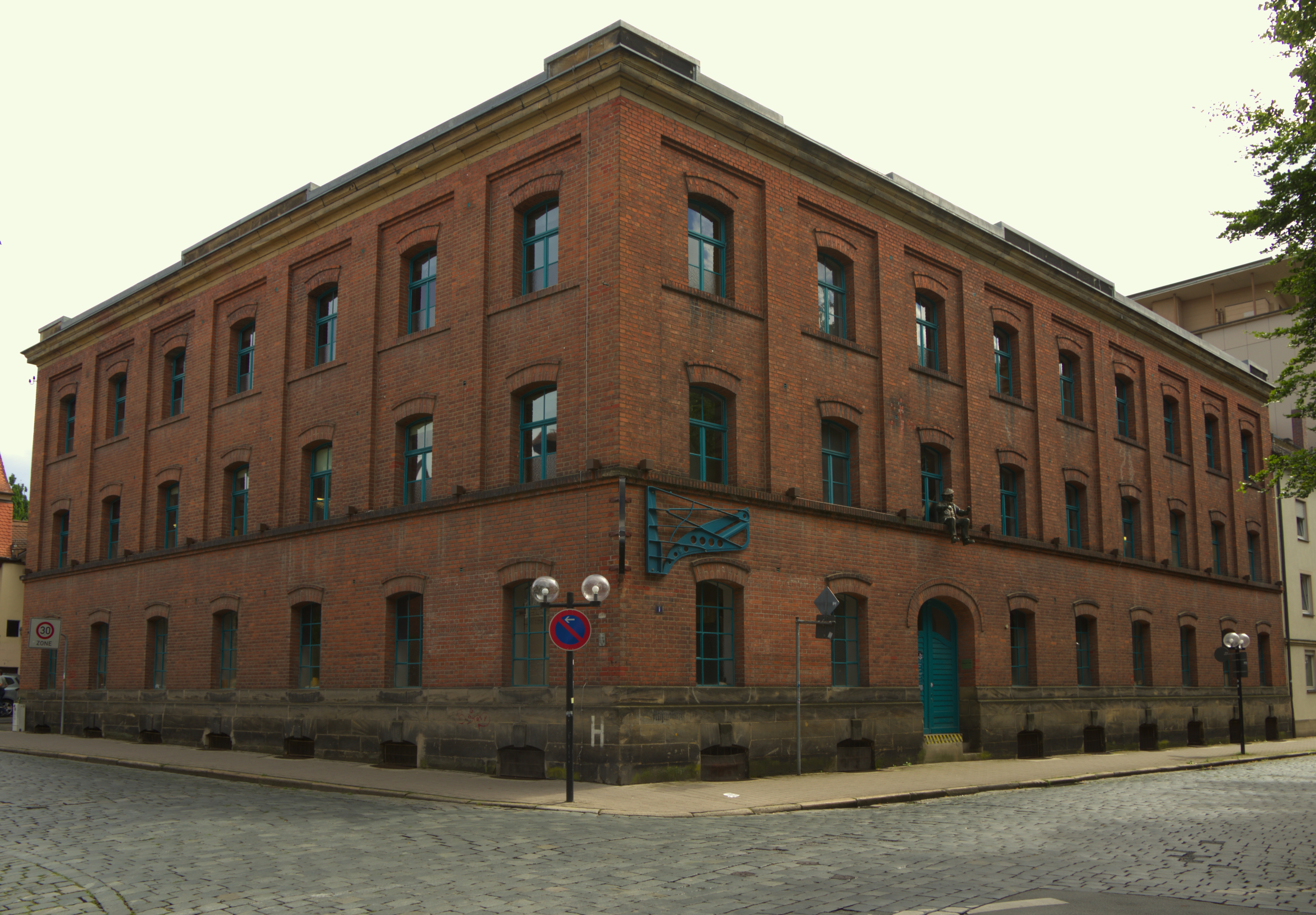
バイロイト・Dammalleにある主工場

2008年のムジークメッセ・フランクフルト（国際見本市）において、シュタイングレーバー&ゼーネは全長が232 cmある新型グランドピアノとカーボンファイバー響板を持つグランドピアノを発表した。この種の構造は極度の気候変動にさらされる楽器を調律する際の安定性を高める。例えば、グランドピアノが熱帯の屋内に置かれるか野外コンサートで演奏されるならば、カーボンファイバー響板は道理にかなっている。左ペダル機構は強化されてきている。ピアニストが左ダルを押し下げると、通常の通りに機構がシフトする。もしピアニストがペダルを押し下げ続けると、ハンマーは弦にさらに近付く（アップライトの弱音ペダルと同様の動き）。これによりピアニッシモの音量での極めて柔らかい演奏が容易になる。シュタイングレーバーはブリッジ（上駒）を横切って弦を導く別の手法を開発してきた。これは試験的に実装された古い着想に基づいている。通常、弦はジグザグ様式の2つのブリッジピンにつながれる。シュタイングレーバーの代替手法の場合は、ブリッジのアグラフが金属製ローラーを通じて弦を導き、上からブリッジへと弦を押し付ける。加えて、高さが調節可能なヒッチピンによって弦の張力の調節が可能となる。この設計特性の背景にある考えは2要素からなる。ブリッジを横切る均一な弦の張力はエネルギー伝達を改善し、ブリッジピンにおける著しい弦の摩擦がもはや存在しなければ調律とそれを保持する能力が最適化される。現在のところ、これらはグランドピアノ生産における標準装備ではない。しかし、顧客は追加費用を払うことでこれらを注文することができる。シュタイングレーバーでは、標準的な革張りのナックル（ハンマー）ローラー機構の代わりとしてボールベアリング機構が利用可能である。これによるジャックのより低摩擦での開放がレペティション（反復打鍵）の改善を可能とする。アップライトピアノでは、シュタイングレーバーはジャックの先端とハンマーバットにバネではなく磁石を組み込んでいる。この磁石はジャックが開放された後、動作位置に戻す。このシステムは手入れが要らず、より速く、より正確な反復打鍵をもたらす。

## モデル
シュタイングレーバーは高さが122、130、138 cmのアップライトピアノを製造している。グランドピアノは全長170、192、212、232、272 cmが販売される。シュタイングレーバーはまたカーボンファイバー響板とブリッジアグラフを備えた未仕上げのグランドピアノをイングランドへ出荷している。このピアノはイングランドのHurstwood Farmのピアノ職人によって改良、仕上げがなされ、Hurstwoodブランド名で販売されている。